# 起始密码子
起始密码子（英語：Start Codon）是指定信使RNA（mRNA）上开始合成蛋白质的密码子，也是第一个被核糖体翻译的mRNA上的密码子。

真核生物的基因结构。

原核生物的基因结构。

起始密码子位于编码区内，紧邻5′非翻译区（原核生物的核糖体结合位点附近）。较为常见的起始密码子是AUG，编码真核生物中的甲硫氨酸和原核生物中的N-甲酰甲硫氨酸（fMet）。此外，GUG（缬氨酸）或AUA（异亮氨酸）、UUG （亮氨酸）等也用作起始密码子。部分研究还发现了几十种密码子可以用于启动蛋白质合成。

## 原核生物原理
AUG编码原核生物中的N-甲酰甲硫氨酸（fMet），而携带fMet的tRNA是tRNA^Met.m。只有起始因子IF-2与延长因子EF-Tu能与tRNA^Met.m结合。